# Hubbrücke Handelshafen

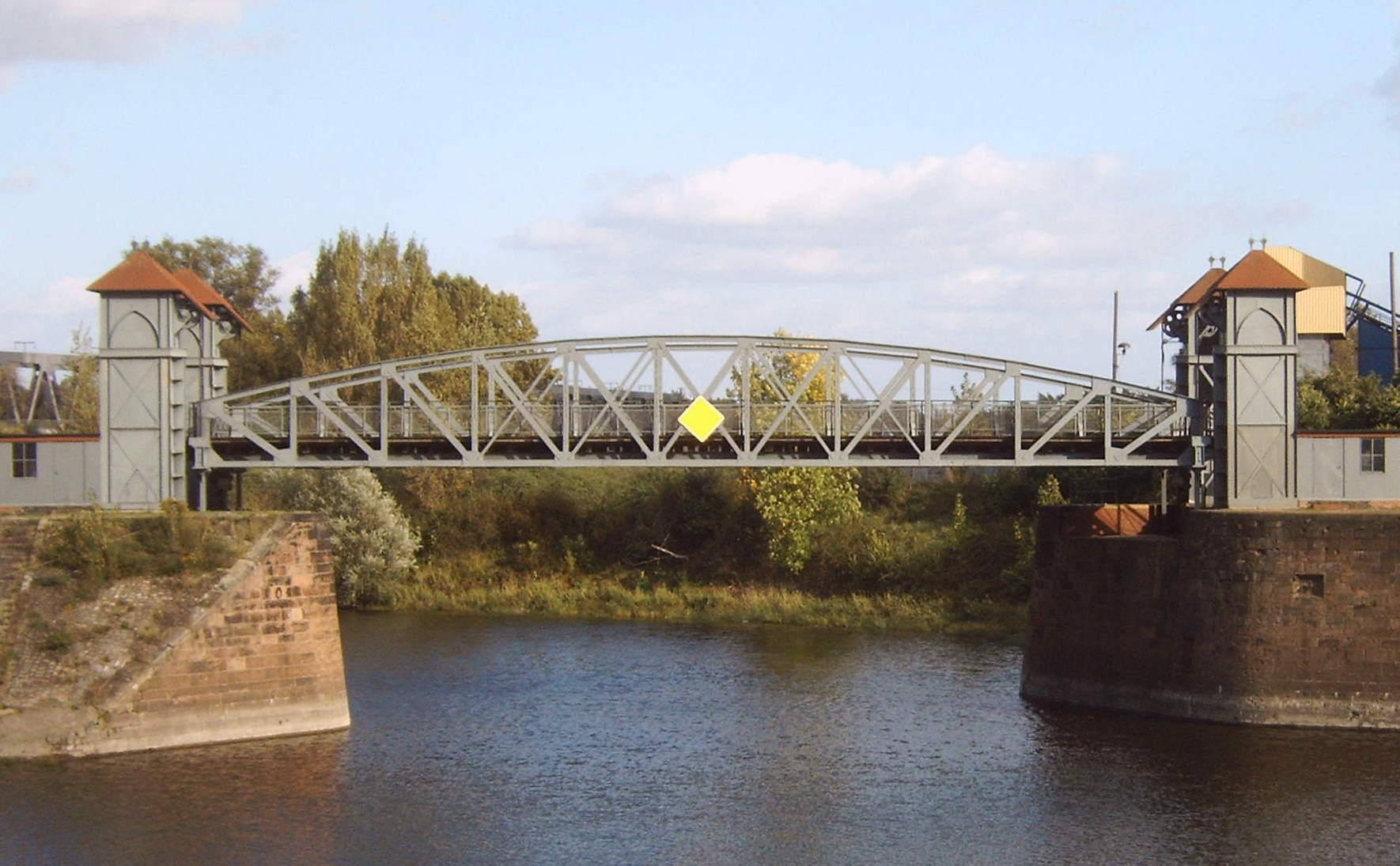
Hubbrücke im Handelshafen Magdeburg

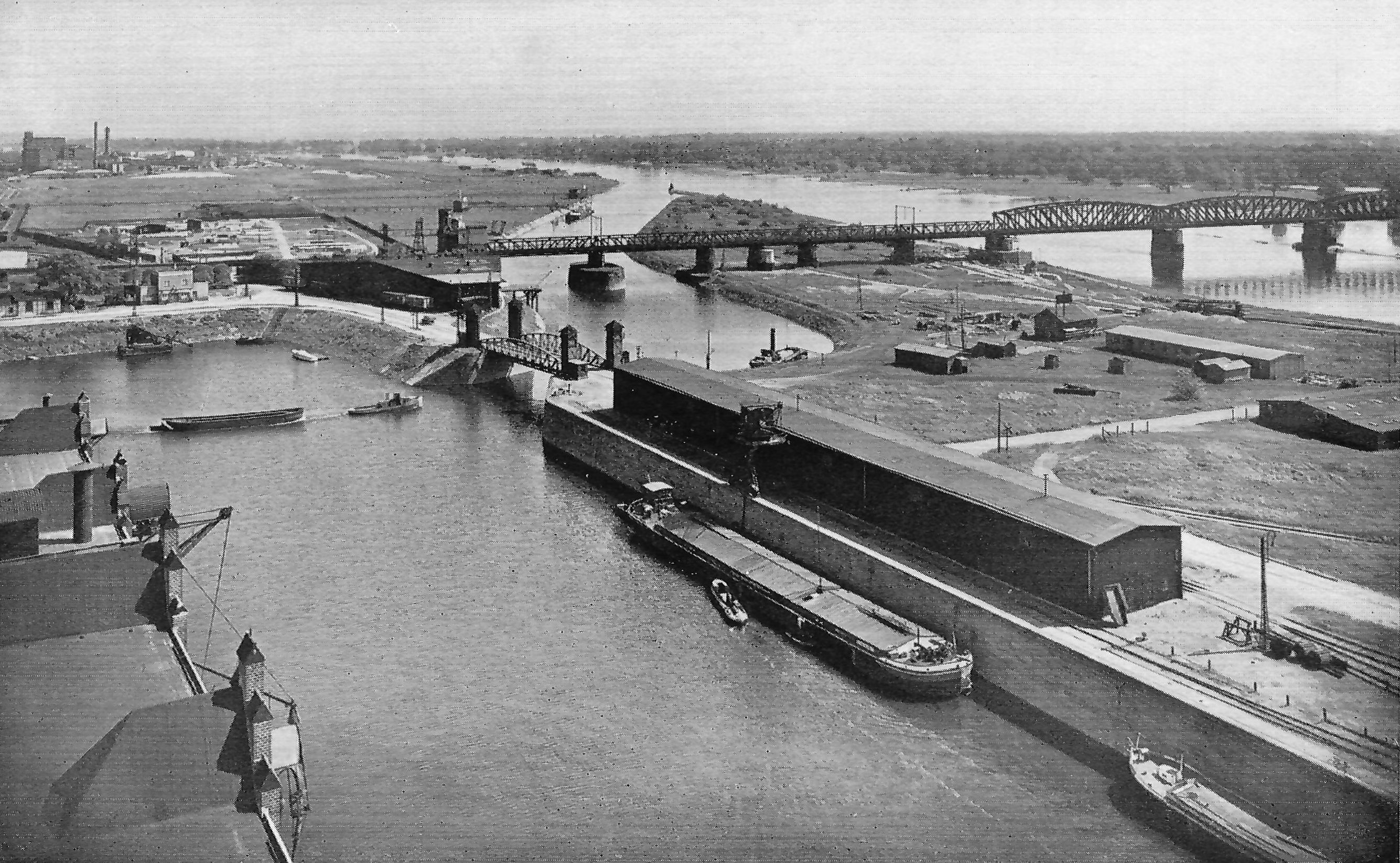
Blick vom Getreidesilo auf die Einfahrt des Handelshafens mit der Hubbrücke in den 1930er Jahren

Die Hubbrücke Magdeburg ist eine historische Stahlfachwerk-Hubbrücke über die Elbe im Süden der Magdeburger Altstadt. Sie verbindet die Innenstadt mit dem Rotehornpark auf der Elbinsel Werder. Errichtet wurde die Brücke in den Jahren 1846/47 durch die Berlin-Potsdam-Magdeburger Eisenbahngesellschaft und 1848 für den durchgehenden Zugverkehr freigegeben. Mit einer Gesamtlänge von rund 220 Metern zählt sie zu den ältesten und größten erhaltenen Hubbrücken in Deutschland. Bis zum 28. Februar 1998 diente sie dem Eisenbahnverkehr, ehe sie außer Betrieb genommen wurde. Nach umfassenden Instandsetzungsmaßnahmen wurde die Brücke im Jahr 2013 für den Fuß- und Radverkehr freigegeben.

## Architektur und Geschichte
Die Brücke wurde 1894 für die Hafenbahn errichtet. Sie überbrückt den Kanal, der von der Elbe in den Handelshafen führt. Die Ausführung als Hubbrücke erfolgte, um bei Hochwasser den Betrieb von Bahn und Schifffahrt zu ermöglichen. Bei hohen Wasserständen konnte die Brücke für den Schiffsverkehr gehoben und für den Eisenbahnverkehr wieder gesenkt werden.
Der Trog ist in einer Stahlfachwerkkonstruktion gefertigt. Die Stützweite beträgt 32 m, das Gewicht 129 t. Auf jeder Brückenseite befinden sich zwei Ecktürme, in denen sich 30 t schwere Gegengewichte befinden. Über Umlenkrollen und zehn Stahlseile sind die Gegengewichte mit der zu hebenden Trogbrücke verbunden und stellen einen weitgehenden Gewichtsausgleich her. Mit einer Hydraulik, die an eine Ringdruckwasserleitung des Hafengeländes angeschlossen war, wurde über Zahnräder eine fünf Meter lange Spindel angetrieben, die die Trogbrücke bewegte. Für den Notfall bestand die Möglichkeit, die Brücke mit Hilfe eines Göpelantriebs mit Menschenkraft zu senken oder zu heben.
1932 erhielt die Brücke einen Elektroantrieb, der bis 1978 funktionierte. 1980 wurde die Brücke in einer Hebestellung von zwei Metern arretiert. Die Tragkraft der Brücke genügte nicht mehr den hohen Achslasten der Hafenbahn. Der Eisenbahnverkehr über die Brücke wurde eingestellt. Sie diente seitdem noch dem Fußgängerverkehr. Ab 2008 wurde die Brücke wegen der aus Holz gefertigten morschen Trägern unter der Beplankung für Fußgänger gesperrt. Nach Instandsetzungsarbeiten 2009, bei denen u. a. die Beplankung durch Kunststoff-Holzimitatplanken ersetzt wurde, war sie wieder begehbar.
Im Februar 2013 wurden die bis dahin in angehobener Stellung fixierte Brücke abgesenkt und die Treppen entfernt. Seit Anfang März ist sie für nicht motorisierten Verkehr barrierefrei passierbar.
Obwohl die Brücke nicht mehr von Schienenfahrzeugen befahren werden kann, sind noch Brückendeckungssignale vorhanden. Sie gehören zur Grundausstattung jeder beweglichen Eisenbahnbrücke und sperren das Brückengleis, solange die Brücke entriegelt / geöffnet ist.
Die im Handelshafen aufgestellten Signale sind nach alter Lesart "Deckungscheiben" (Ve 1), heute "Schutzsignale" (Sh 2). Mit einer weiß umrandeten roten Haltscheibe zeigen sie an, dass die Brücke von Schienenfahrzeugen nicht befahren werden darf. Bei umgeklappter = unsichtbarer Scheibe ist der Halt-Befehl aufgehoben. Die beiden Schutzsignale sind mittlerweile ohne Funktion. Beim frei zugänglichen Signal an der Südseite der Brücke kann die klappbare Haltscheibe per Handhebel von jedermann bedient werden.
Brückendeckungssignale nach Art der "Deckungscheibe" sind von bahnhistorischer Bedeutung und in Deutschland nur noch in drei Paaren existent (Stand: 2020).